# جنیلسون آنگیلو دا سوزا
جنیلسون آنگیلو دا سوزا (به پرتغالی: Jenílson Ângelo de Souza) مدافع اهل برزیل است که در شهر Santo Antônio de Jesus و در تاریخ ۲۰ ژوئن ۱۹۷۳ به دنیا آمده‌است.
جنیلسون آنگیلو دا سوزا در تیم‌های فوتبال Vitória ،پالمیراس،پارما،سیه‌نا، سائوپائولو و اتلتیکو مینیرو سابقهٔ حضور دارد. این بازیکن همچنین در سال، 1996 – 2004 برای، تیم ملی فوتبال برزیل به میدان رفته‌است 